# Жуков, Александр Иванович (актёр)
Александр Иванович Жуков (1 августа 1898 — 14 июля 1965) — советский актёр театра и кино. 

## Биография
Родился 1 августа 1898 года.
В 1917 году окончил коммерческое училище братьев Паршиных в Москве.
В 1917—1918 годах учился на техническом отделении Московского коммерческого института.

В 1918—1919 годах работал заведующим культполитотделом Волоколамского военного комиссариата.

В 1921—1922 годах был актёром Московского театра Краснопресненского Совета.

В 1922—1923 годах — актёр «Театра Тиволи» в Сокольниках.

В 1923 году — актёр Летнего театра.

В 1923—1924 годах — актёр Театра имени Каляева.

В 1924 году — актёр Володарского городского театра.

В 1924—1925 годах — актёр Сретенского драматического театра п/р Сотникова.
С 1925 года снимался в кино.
Умер 30 июля 1965 года. Урна с прахом в колумбарии Донского кладбища.

## Фильмография

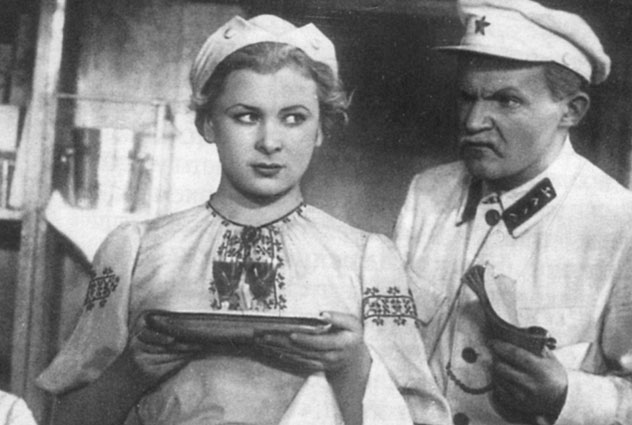
Александр Жуков и Валентина Серова в фильме «Девушка с характером». 1938 год